# Prefectura d'Oujda-Angad
La prefectura d'Oujda-Angad (en àrab عمالة وجدة أنكاد, ʿamālat Wajda Angād; en amazic ⵜⴰⵏⴻⴱⴹⵉⵜ ⵏ ⵡⴻⵊⴷⴰ - ⴰⵏⴳⴰⴷ, tamnbaḍt n Wejda-Angad) és una de les prefectures del Marroc, fins 2015 part de la regió de L'Oriental  i actualment de la nova regió de L'Oriental. Té una superfície de 1.714 km² i 551.767 habitants censats en 2014. La capital és Oujda.

## Divisió administrativa
La prefectura d'Oujda-Angad consta de 3 municipis i 8 comunes:
| Nuclis de població | Habitants (2 de setembre de 1994) | Habitants (2 de setembre de 2011) |
| ------------------ | --------------------------------- | --------------------------------- |
| Oujda              | 188.996                           | 250.738                           |
| Ahl Angad          | 14.634                            | 16.494                            |
| Isly               | 10.114                            | 23.896                            |
| Bni Khaled         | 7.451                             | 7.104                             |
| Bni Drar           | 6.619                             | 8.919                             |
| Ain Sfa            | 5.724                             | 5.082                             |
| Mestferki          | 5.505                             | 4.832                             |